# خبز العباس
خبز العباس هو نوع من الخبز المسطح المعروف في العراق، ربما أحيانا يعد بطريقة لا تختلف عن الخبز الشائع، لكن هنالك من يكتفي بتقديمه ملفوفا مع إضافة بعض الخضراوات مثل الكرفس أو البقدونس أو النعناع أو ورق الريحان أو الرشاد، كما أن هنالك من يرغب بإعداده محشوا باللحم أو الجبن وحتى الخضراوات والبصل، ومن المعتاد تقديمه طلبا للأجر والمثوبة أو في المناسبات الدينية أو للاحتفال وحتى مناسبات الأفراح أو الأحزان، والعبارة المشهورة "لا تتمادى، نخبزك خبز العباس" يقصد بها الضرب بالكف وهي طريقة إعداد هذا النوع من الخبر. والمقصود بالعباس هو العباس بن علي.